# Stazione di Mandarano-Centuripe
La stazione di Mandarano-Centuripe era una stazione ferroviaria, essenzialmente merci, di media importanza, posta al km 25+392 della ferrovia Motta Sant'Anastasia-Regalbuto; è dismessa dal 1987.

## Storia
La stazione venne costruita nel corso della seconda fase di costruzione della ferrovia e distante alcuni km dal centro abitato di Centuripe in zona di produzione agrumaria. Venne aperta successivamente al 1952, data di apertura all'esercizio della tratta ferroviaria, con il nome di Mandarano. La stazione era presenziata da un assuntore in conseguenza dell'esercizio a Dirigenza unica della linea e successivamente da un gestore. Nel 1975 assunse il nome di Mandarano-Centuripe essendo sita nel territorio comunale di tale città e stazione più vicina al centro abitato; fu adibita ad un funzionamento periodico, restando aperta all'esercizio solo nel periodo 15 novembre - 14 maggio in cui si svolgeva la cosiddetta "campagna agrumaria". Nel periodo 15 maggio - 14 novembre la stazione veniva chiusa all'esercizio e impresenziata; venivano disattivati i segnali di protezione e immobilizzati gli scambi interessanti la circolazione dei treni.
La chiusura della stazione avvenne con il decreto ministeriale DM 73/T del 15 aprile 1987 contestualmente a quella della linea. La stazione venne definitivamente dismessa e abbandonata con DM n. 244 del 26 maggio 2014 assieme alla intera tratta Schettino-Regalbuto.

## Strutture ed impianti

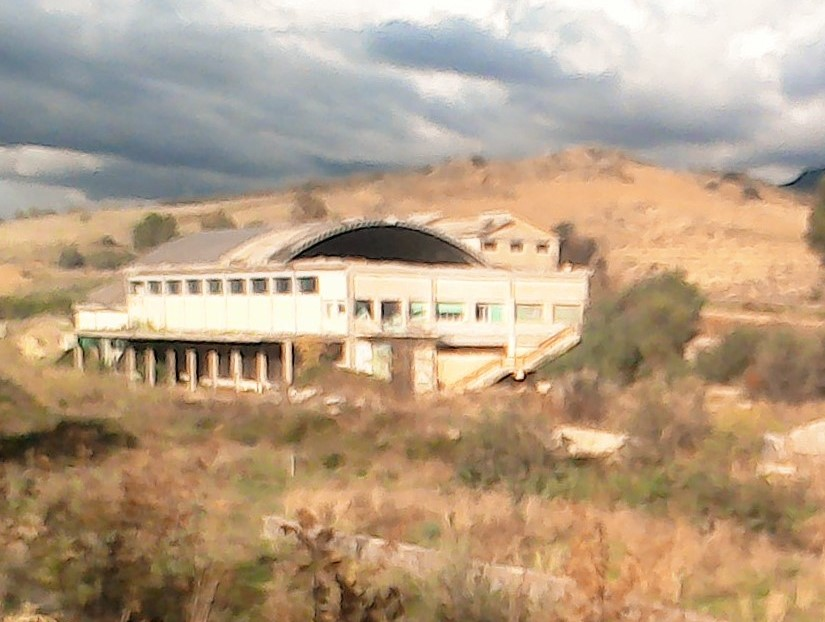
L'ex impianto industriale di stoccaggio agrumario, nei pressi della stazione.

L'edificio di stazione venne costruito ad ovest della linea ferrata, tra questa e la strada provinciale 82; si trattava di un edificio di forma convenzionale a tre luci e a due piani. Sul lato nord il magazzino merci con piano caricatore e alcuni binari tronchi raccordati al binario di corretto tracciato sui quali insisteva anche un ponte a bilico da 40 t per la pesatura dei carri e una sagoma limite.
Il fascio binari comprendeva il primo binario, per arrivo e partenza e servizio viaggiatori, un secondo binario per incroci e precedenze. La stazione era protetta da segnale semaforico di seconda categoria.

## Movimento
Il traffico viaggiatori in partenza e in arrivo dalla stazione fu esiguo e casuale sin dall'inizio limitato agli agricoltori. Nell'orario di servizio entrato in vigore il 31 maggio 1981 non era prevista la fermata di alcun treno se non dietro apposita prescrizione di volta in volta. La stazione ebbe, fino agli anni settanta del XX secolo, un ruolo relativamente importante nel trasporto merci perché di carico degli agrumi con carri merci aventi origine nella stazione stessa; in seguito alla chiusura dell'impianto attiguo di lavorazione degli agrumi anche tale traffico decadde.